# كمين جولوين 2017
كمين جولوين هو كمين نصبه مقاتلو حركة الشباب في جولوين استهدفت به قافلة لبعثة الاتحاد الإفريقي في الصومال في 30 يوليو 2017، وأودى الهجوم بحياة عدد الجنود الأوغنديين، وأدت العملية إلى زعزعة سيطرة القوات الموالية للحكومة على محافظة شبيلي السفلى في الصومال، ونتج عنها سقوط بلدة ليغو ذات الأهمية الاستراتيجية في أيدي حركة الشباب.

## خلفية

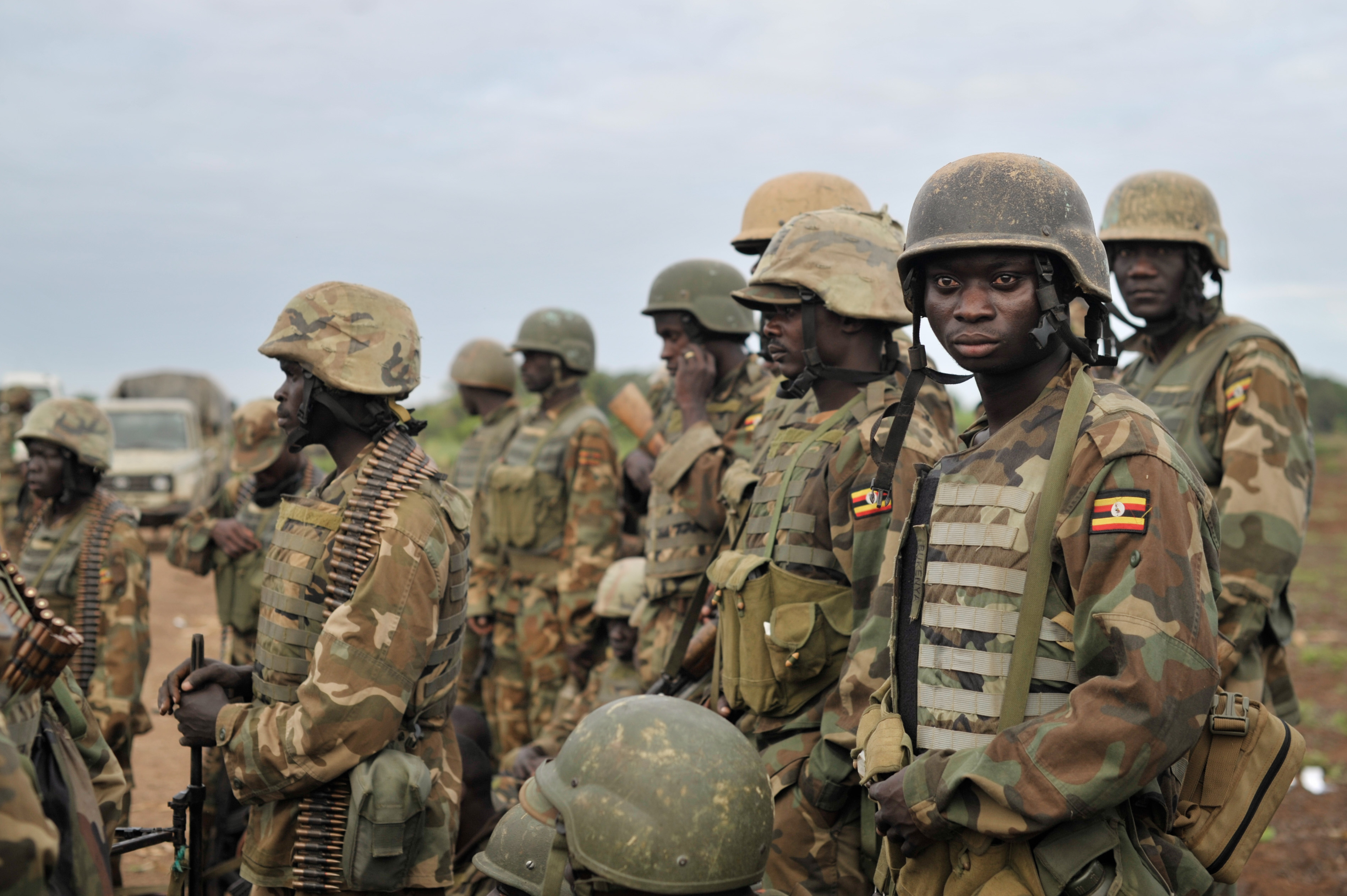
المنطقة التي نصبت حركة الشباب فيها الكمين، والتي كانت تسيطر عليها قوات الدفاع الشعبية الأوغندية التابعة لأميصوم منذ معركة ليغو في عام 2015. في الصورة جنود أوغنديون خلال عملية المحيط الهندي.

كانت بعثة الاتحاد الأفريقي في الصومال والقوات المسلحة الصومالية قد سيطرت على أجزاء واسعة من محافظة شبيلي السفلى، بينها منطقة جولوين، وطردت حركة الشباب منها خلال عملية المحيط الهندي في عام 2014، واتخذها الجيش الأوغندي مقرا لها بعد معركة ليغو والهجوم على الذي نفذه مقاتلو حركة الشباب على الحامية البوروندية في ليغو عام 2015،  وانخفضت هجمات قوات أميصوم ضدحركة الشباب عام 2016 ما سمح للحركة المسلحة بإعادة تجميع قواتها.
على الرغم من القوة المتنامية لحركة الشباب، فإن تزايد الخسائر في صفوف قوات حفظ السلام التابعة للاتحاد الإفريقي ووجودهم الطويل في البلد الذي مزقته الحرب، أدى إلى تبني خطط لتقليل وجود قوات الاتحاد الإفريقي في الصومال، والإعداد لنقل المسؤوليات الأمنية إلى القوات المسلحة الصومالية. ووفقًا لنائب حاكم شبيلي السفلى علي نور محمد، فقد أضعفت النزاعات الداخلية وحدات القوات المسلحة الوطنية الصومالية المنتشرة في المحافظة، ما يعني أن وجود قوات بعثة الاتحاد الإفريقي في الصومال في المناطق التي تسيطر عليها الحكومة في شبيلي السفلى أمر بالغ الأهمية.

## الكمين
في أوائل 30 يوليو 2017،  غادرت قافلة عسكرية مكونة من أجزاء من الكتيبة السابعة التابعة للمجموعة القتالية 22 التابعة لقوات الدفاع الشعبية الأوغندية بالإضافة إلى مرافقين من القوات المسلحة الوطنية الصومالية،  شلنبود. وكان من المفترض أن تقوم القافلة، التي كانت تضم قوة سرية، إما بدورية منتظمة على طريق الإمداد الرئيسي مقديشو - باراوه، أو نقل الإمدادات إلى قواعد بعثة الاتحاد الإفريقي والقوات المسلحة الصومالية في شبيلي السفلى، وفور دخول القوات الأوغنديو والصومالية قرية جولوين، بالقرب من بولو مرير، انفجرت عبوة ناسفة على الطريق وألحقت ضررا بالغا بالقافلة، وشن مقاتلو حركة الشباب هجوما على القافلة بالتزامن مع ذلك. وأعقب ذلك اشتباك عنيف استمر لمدة ساعة تقريبًا، انسحب بعده مسلحو حركة الشباب، وأشارت تقارير إلى أنهم أخذوا جثث بعض الجنود الأوغنديين القتلى معهم.
على الرغم من أن عدد الضحايا من الأوغنديين غير متفق عليه، حيث يؤكد الجيش الأوغندي قلته وتبالغ حركة الشباب في أرقام الأعداد، إلا أنها كانت في كل الأحوال أكبر من خسائر المهاجمين، ووفقًا للحكومة الصومالية، فقد قُتل حوالي 23 أوغنديًا وجُرح آخرون، في حين تمكنت حركة الشباب في السطو على الإمدادات والأسلحة من القافلة.

## سقوط ليغو
من أبرز آثار كمين جولوين إظهار أن طريق الإمداد المهم بين العاصمة مقديشو ومدينة باراوا لم يكن آمنا، ونتيجة لذلك، شعرت بعثة الاتحاد الأفريقي أنه يتعين عليها نشر قوات إضافية على طول الطريق من أجل تأمينه، وكانت القوة المختارة لهذا الغرض هي الحامية الأوغندية في ليغو، وهي مدينة ذات أهمية استراتيجية وتضم قاعدة عسكرية رئيسية تابعة لقوات أميسوم. وبما أن قوات حفظ السلام الدولية كانت تعاني بالفعل من نقص في القوى البشرية، لم يكن من الممكن استبدال الأوغنديين بقوات أخرى في الوقت المناسب. وعندما انتقل جنود القوات الأوغندية بالتالي من ليغو إلى جولوين في 4 يوليو، سحبو كل قواتهم من ليغو، ما أدى إلى احتجاج مسؤولي الحكومة الصومالية على الأمر، مؤكدين عدم استشارت البعثة لهم وأن ليغو في حال غياب الوجود العسكري، ستسقط في أيدي المتمردين؛ وهو ما حدث بالفعل، حيث احتلت حركة الشباب ليغو على الفور دون مقاومة بعد انسحاب القوات الأوغندية.
كان كمين جولوين ضربة قوية لبعثة الاتحاد الإفريقي في الصومال والحكومة الصومالية، وكذلك ما أعقبه من سقوط ليغو المطلة على أحد أهم طرق الإمداد بين و محافظتي باي وبكول؛ وبذلك أصبح الآلاف من جنود الحكومة الفيدرالية في هذه المناطق معزولين وتعجز الحكومة عن إمدادهم إلا عن طريق الجو، في 6 يوليو، أفادت تقارير لأن القيادة العليا لبعثة الاتحاد الإفريقي في الصومال أكدت لحكومة شبيلي السفلى أن الجيش الإثيوبي سيرسل قريبًا قوات جديدة لاستعادة ليغو.